# رمل

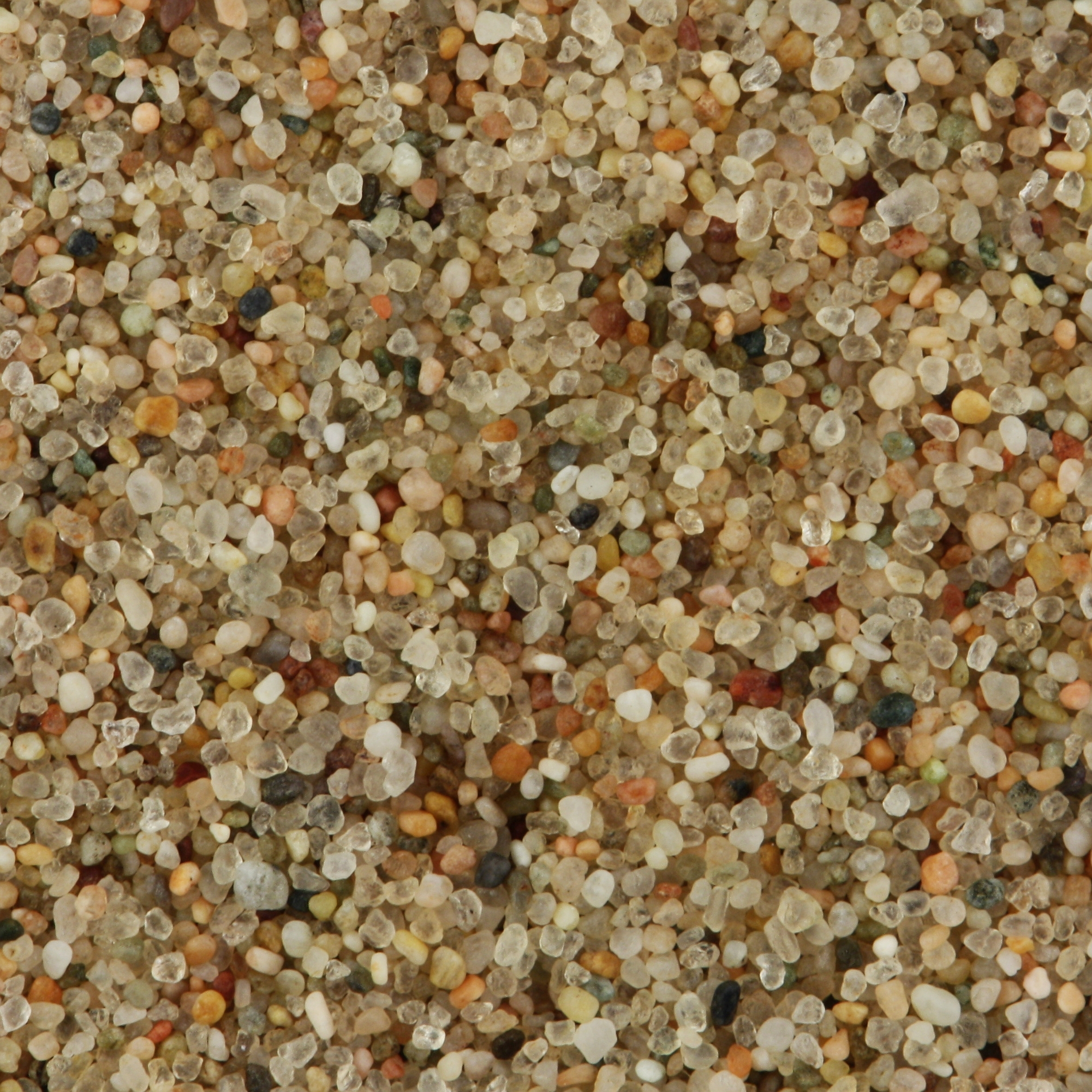
عينة رمل من صحراء جوبي، منغوليا.

الرمل هو مادة حبيبية طبيعية تتكون من جزيئات الصخور المفتتة الناعمة وفتات المعادن، وتُعرّف من حيث الحجم على أنها المادة ذات الحبيبات الأصغر من الحصى والأكبر من الغرين (الطمي). يوجد الرمل في الطبيعة في عدة مناطق، مثل الشواطئ و الخلجان و كهوف الرمل و الصحراء. يكون الغطاء النباتي نادرا حسب إتجاه الرياح في الصحراء، ويختلف تكوين الرمال تبعا لمصادر الصخور المحلية المكونة وظروفها، ولكن المكون الأكثر شيوعاً لها في المناطق القارية الداخلية والمناطق الساحلية غير الاستوائية هو السيليكا (ثاني أكسيد السيليكون، أوSiO2) التي عادةً ما يكون على شكل معدن الكوارتز (المرو)، وتعد كربونات الكالسيوم النوع الثاني الأكثر شيوعا من مكونات الرمال مثل معدن الأراجونيت الذي كان قد تشكّل على مدى النصف مليار سنة الماضية.
يعتبر الرمل أحد الموارد الطبيعية غير المتجددة، ويدخل بكثرة في صنع الخرسانة.

## تكوين

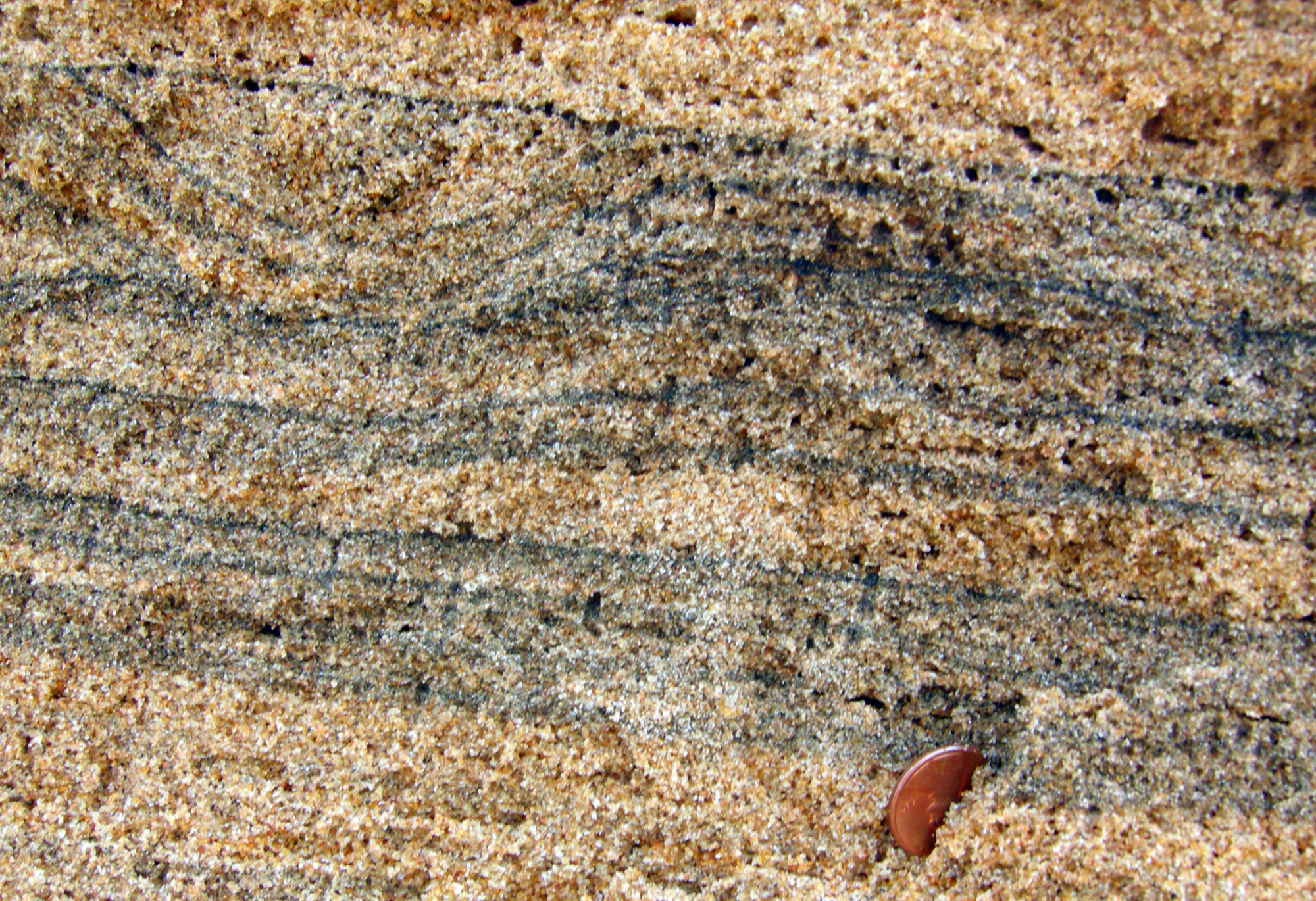
معادن داكنة في تشيناي، الهند.

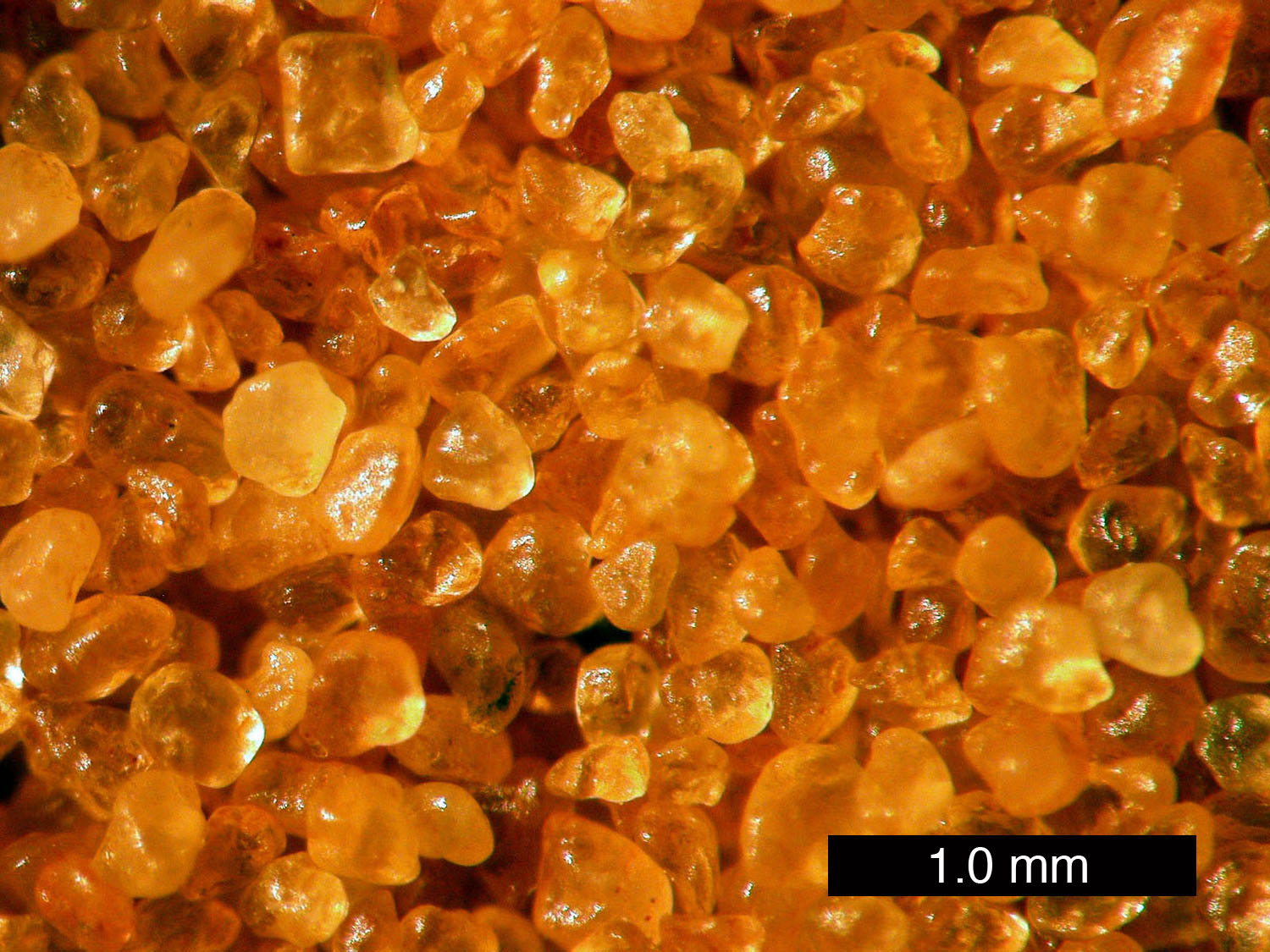
كثبان رملية في أحد منتزهات ولاية يوتا.

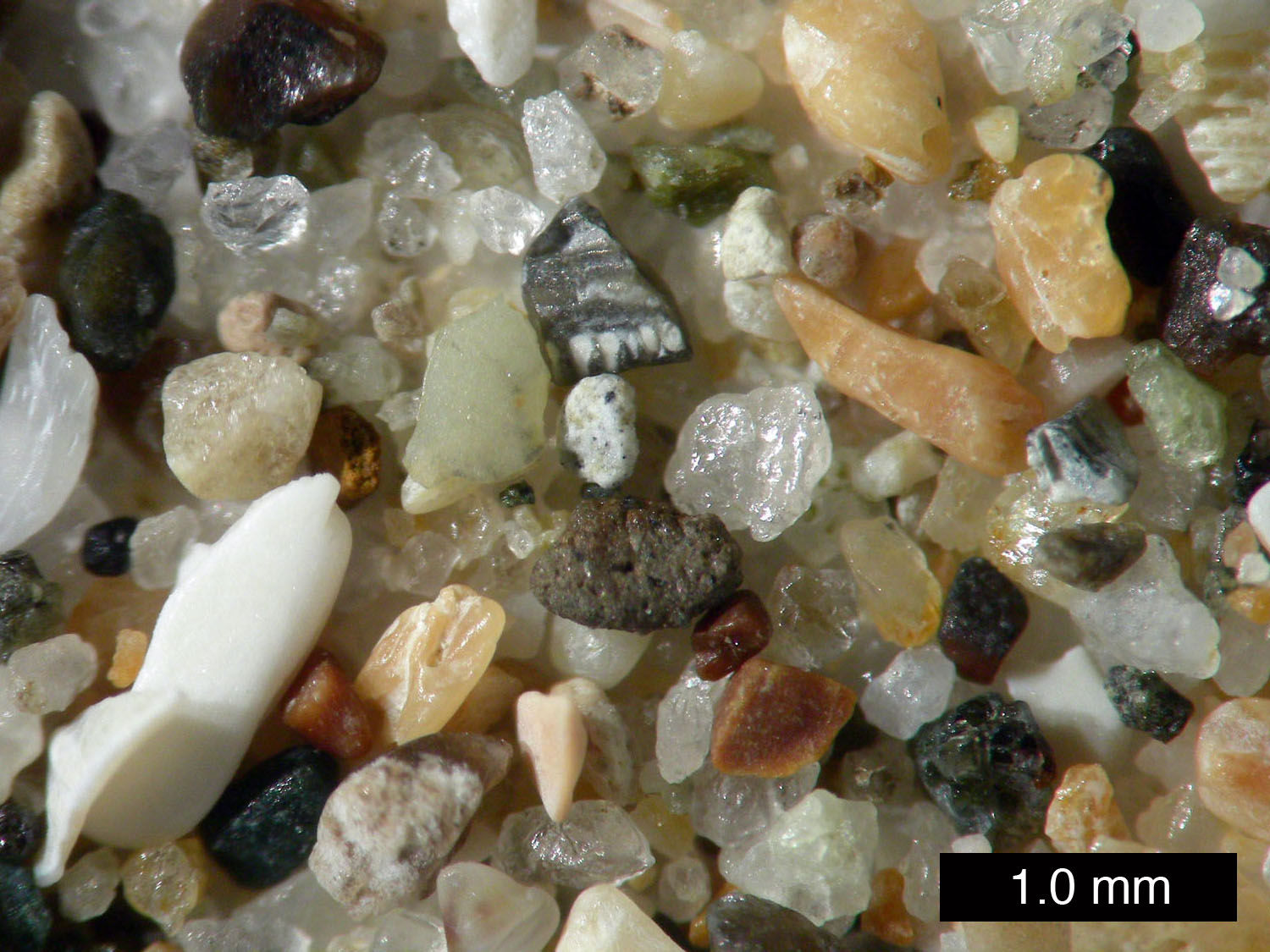
عينة رملية من مدينة بيسمو بيتش في ولاية كاليفورنيا.

يوجد هناك أكثر من تعريف دقيق للرمل، وحسب النظام الموحد لتصنيف التربة (بالإنجليزية: Unified Soil Classification system)‏ المستخدم في الهندسة والجيولوجيا والذي يستخدم المناخل القياسية الأمريكية ، يُعرّف الرمل على أنه الحبيبات التي يتراوح قطرها ما بين 0.074 ملم و4.75 ملم.
وحسب الجيولوجيين، يُعرّف الرمل على أنه الحبيبات التي يتراوح قطرها ما بين 0.0625 ملم (أو 16/1 ملم) إلى 2 ملم.
تقع المجموعة الرملية ما بين مجموعة الحصى (يتراوح قطر حبّات الحصى من 2 ملم إلى 64 ملم حسب نظام الجيولوجيين، ومن 4.75 ملم إلى 75 ملم حسب النظام الموحد لتصنيف التربة) ومجموعة الغرين (بالإنجليزية: Silt)‏ (يتراوح قطر حبيبات الغرين من 0.004 ملم إلى 0.0625 ملم)، وكانت الحبيبات ذات القطر 0.02 ملم تُعتبر من الرمال حسب نظام التصنيف الذي وضعه ألبرت أتيربيرج خلال أوائل القرن العشرين.
وكان الحد الأدنى في مواصفات وزارة الزراعة الأمريكية لحبيبات الرمل هو 0.05 ملم في عام 1938م، وفي عام 1953م تم استحداث تصنيف هندسي خاص بالجمعية الأمريكية لموظفي الطرق السريعة والنقل (بالإنجليزية: AASHTO)‏، واعتبر هذا النظام أن الحد الأدنى لقطر حبيبات الرمل هو 0.074 ملم.
الحبيبات الرملية ملمسها خشن عندما تفرك بين الأصابع، بينما الطمي (الغرين) ملمسه كالدقيق.
تصنّف مواصفة المنظّمة الدولية للمعايير (بالإنجليزية: ISO)‏ ‏ رقم 14688 الرمل حسب تدريجه الحبيبي إلى ناعم (من 0.063 ملم إلى 0.2 ملم) ومتوسّط (من 0.2 ملم إلى 0.63 ملم) وخشن (من 0.63 ملم إلى 2 ملم)، أما في الولايات المتحده الأمريكية فيقسّم الرمل إلى خمس أنواع فرعيّة بناء على الحجم، وهذه الأنواع هي رمل ناعم جدّاً (1⁄16 – 1⁄8 القطر بالملم)، ورمل ناعم (1⁄8 ملم – 1⁄4 ملم)، ورمل متوسط (1⁄4 ملم – 1⁄2 ملم)، ورمل خشن (1⁄2 ملم – 1 ملم)، ورمل خشن جداً (1 ملم – 2 ملم).
يعدّ ثاني أكسيد السيليكا المكوّن الأساسي للرمل في المناطق القاريّة الداخليّة والمناطق الساحليّة، ويكون عادةً على شكل معدن الكوارتز (بالإنجليزية: Quartz)‏ الذي يعتبر المعدن الأكثر شيوعاً بسبب خموله الكيميائي وصلابته الشديدة في مقاومة عوامل التجوية.
كما ويختلف تكوين الرمال بناءً على مصادر الصخور المكوّنة لها وكذلك الظروف التي تعرضت لها فمثلاً الرمال المرجانية البيضاء المتواجدة (بالإنجليزية: Coral Sand)‏ في المناطق الساحلية الاستوائية وشبه الاستوائية هي عبارة عن حجر جيري متآكل وقد تحتوي على شعاب مرجانية بالإضافة لغيرها من المواد العضوية أو المشتقة عضوياً مما يدل على أن تشكل الرمال يعتمد أيضاً على وجود الكائنات الحية.
وتشتهر الكثبان الرملية الجبصية الموجودة في النصب الوطني للرمال البيضاء (بالإنجليزية: White Sands National Monument)‏ في ولاية نيو مكسيكو الأمريكية بلونها الأبيض الساطع، ويتشكل الآركوز وهو رمل أو حجر رملي (بالإنجليزية: Sand Stone)‏ بمحتوى فلسباري (بالإنجليزية: Feldspar)‏ عالي بفعل عوامل التجوية والتعرية للصخور الغرانيتية، كما تحتوي بعض الرمال على أكسيد الحديد الأسود، والكلور، والجلوكونيت أو الجبس، وتكون الرمال الغنية بأكسيد الحديد الأسود ذات لون أسود غامق لأنها تشكلت من صخور نارية كالبازلت، أما الرمال التي تحتوي على الجلوكونيت فتكون ذات لون أخضر لأنها تشكلت من حمم بركانية محتوية على معدن الأوليفين بنسبة كبيرة.
تحتوي العديد من الرمال وخصوصا تلك المتواجدة بكثافة في جنوب أوروبا على شوائب حديد داخل بلورات الكوارتز (بالإنجليزية: Quartz)‏ مما يعطيها لون أصفر داكن.

## دراسات

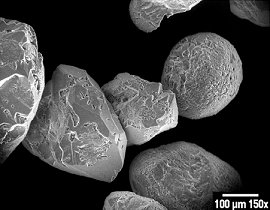
حبيبات الرمل كما تظهر تحت المجهر الالكتروني.

تكشف دراسة حبيبات الرمل منفردة معلومات تاريخية عن أصلها ووسيلة نقلها.
إن رمل السيليكا (الكوارتز) (بالإنجليزية: Quartz)‏ الذي نشأ بفعل تجوية الجرانيت أو الصوان تكون حبيباته مزوّاة (ذات زاوية) (بالإنجليزية: Angular)‏، ويعرف بالرمل الحاد في مجال البناء حيث يعد الرمل المفضل للإسمنت والزراعة وكذلك يستعمل كمحسن للتربة الطينية لتخفيف قوامها وتليينها.
أما الرمل المنقول لمسافات طويلة بفعل المياه أو الرياح فتكون حبيباته مستديرة، وعادة ما تكون رمال الصحراء من هذا النوع.

## الاستخدامات
- الزراعة: التربة الرملية تعتبر مثالية لبعض المحاصيل كالبطيخ والخوخ والفول السوداني وخواصها الجافة الممتازة تجعلها مناسبة للزراعة المكثفة.
- الأحواض: يخفض الرمل تكلفة مواد التأسيس لأحواض الأسماك ويعتقد البعض أنه أفضل من الحصى للاستعمالات المنزلية.
- الجزر الصناعية في الخليج العربي الفارسي.
- ترميم الشواطئ: حيث تقوم بعض الحكومات بنقل الرمال إلى الشواطئ التي تعرضت لانجرافات إما بفعل المد والجزر أو الرياح أو بفعل فاعل.[10]
- الطوب: حيث يتم إضافة الرمل إلى مزيج من الصلصال ومواد أخرى لصناعة الطوب.
- طين البناء: يشكل الرمل الخشن ما نسبته 75% من طين البناء.
- الاسمنت : الرمل هو في الغالب المكون الاساسي لمادة البناء الهامة هذه
- الزجاج: تدخل الرمال الغنية بالسيليكا في صناعة الزجاج حيث تعتبر المكوّن الرئيسيّ في الزجاج الشائع.
- التصديع المائي (الهيدرولي) (بالإنجليزية: Hydraulic fractuing)‏: هي تقنية حديثة تستخدم لاستخراج احتياطات النفط والغاز الطبيعي التي كان من المستحيل الوصول إليها سابقاً، وتستخدم رمل السيليكات.
- تحسين المناظر الطبيعية: يستخدم الرمل لإنشاء التلال والمنحدرات الصغيرة (مثل ملاعب الجولف).
- مونة الاسمنت (بالإنجليزية: Mortar)‏: حيث يخلط الرمل مع أسمنت البناء أو الأسمنت البورتلندي والجير ليستخدم في أعمال البناء.
- الدهان: حيث إن خلط الرمل مع مواد الدهان يعطي زخرفة محكمة للجدران أوالأسطح أوالأرضيات المضادة للانزلاق.
- السكك الحديدية: يستخدم سائقو المحركات ومشغلو قاطرات السكك الحديدية الرمل لتحسين التصاق العجلات على القضبان.
- الترفيه: اللعب بالرمل هو أحد الأنشطة المفضلة على الشاطئ، حيث يقوم الناس بتشكيل أشكال قد تكون أحيانا معقدة وأحيانا بسيطة تعرف بالقلاع الرملية، ويستعمل الرمل أيضا في مناطق لعب الأطفال وهي مناطق خاصة مغلقة تحيط بمساحة محددة من الرمل تعرف بصناديق الرمل وهي منتشرة في العديد من الملاعب العامة وحتى في بعض منازل العائلات.
- الطرق: يحسّن الرمل من الالتصاق والاحتكاك في حالات الثلج والجليد وبالتالي يساهم في سلامة الطرقات.
- الرسم: يقوم الفنانون باستخدام الرمل في الرسم.
- الصب بالرمل: حيث يتم تشكيل نوع خاص من الرمال يعرف باسم رمل السبك في قوالب يتم فيها صب المواد المنصهرة، إن هذا النوع من الرمل يجب أن يكون قادراً على تحمل درجات الحرارة العالية والضغط الشديد، وأن يسمح للغازات بالنفاذ، ويكون لديه حجم حبيبي صغير وموحّد ولا يتفاعل مع المعادن.
- أكياس الرمل: تحمي هذه الأكياس من الفيضانات وإطلاق النار، ومن السهل نقل هذه الأكياس الرخيصة عندما تكون فارغة، ويمكن للمتطوعين غير المهرة أن يملؤوها بسرعة بالرمال في حالات الطوارئ، كما وتستخدمها الجيوش في الحروب للحماية من طلقات الرصاص.
- التنظيف بالرمل: يعدّ الرمل المتدرّج بمثابة مادّة كاشطة تستعمل في التنظيف، والإعداد، والتلميع.
- سلاح حراري: على الرغم من عدم استخدامه على نطاق واسع في هذا المجال بعد الآن، كان الرمل يستخدم كسلاح حراري حيث كان يسخّن ويسكب على القوات الغازية في القرون الوسطى.
- ترشيح المياه: تستخدم المرشحات متعددة الأوساط الرمال لتصفية المياه.
- الزهريات: تستخدم الحيوانات الزهرية كاللاسعات البحرية القاعية المرتبطة بالشعاب المرجانية وشقائق النعمان البحرية الرمال للحصول على قوة هيكلية.

## الموارد والشؤون البيئية
بعض أنواع الرمال تكون مناسبة لصناعات البناء والتشييد كصنع الخرسانة على سبيل المثال، وبسبب نمو السكان والمدن وما يترتب على ذلك من نشاط بنائي هناك طلب كبير على هذه الأنواع الخاصة من الرمل، كما أن المصادر الطبيعية تنخفض والرمل يعد من الموارد غير المتجددة.
قام المخرج الفرنسي دينيس ديليستراك في عام 2012م بتقديم فيلم وثائقي بعنوان «الحروب الرملية» حول تأثير نقص رمل البناء، كما يبين الفلم الآثار البيئية والاقتصادية للتجارة المشروعة وغير المشروعة لرمال البناء.
تتطلب العديد من الاستخدامات الرملية عمليات تجريف كبيرة، مما يثير المخاوف البيئية بشأن استنزاف الأسماك والانهيارات الأرضية والفيضانات ، كما وتحظر بلدان مثل الصين وإندونيسيا وماليزيا وكمبوديا تصدير الرمال، مستشهدة بهذه القضايا المذكورة أعلاه كسبب رئيسي، وتشير التقديرات إلى أن الاستهلاك السنوي من الرمل والحصى هو 40 مليار طن، والرمل هو صناعة عالمية تقدر ب 70 مليار دولار أمريكي.

## مخاطر
تعد الرمال بشكل عام أحد الموارد غير السامة، لكن بعض استخدامات الرمال كاستخدامه للتنظيف تتطلب أخذ الاحتياطات، كما أن أكياس رمال السيليكا المستخدمة في عملية التنظيف تحمل الآن ملصقات تحذير للمستخدم لارتداء حماية للجهاز التنفسي لتجنب استنشاق غبار السيليكات الناتج، تقدّر لوائح بيانات السلامة لرمل السيليكات أن «الاستنشاق المفرط من السيليكات البلورية هو مصدر قلق صحي خطير».
كما يمكن أن تشكل الرمال والمياه المالحة ما يعرف بظاهرة الرمال المتحركة في المناطق التي يكون فيها ضغط الماء مرتفعاً، حيث يكون الرمل على شكل مادة هلامية غروانيّة تتصرف مثل السائل، تنتج حاجزاً كبيراً يمنع هروب المخلوقات التي تعلق داخلها.